# Orthogonal Variable Spreading Factor

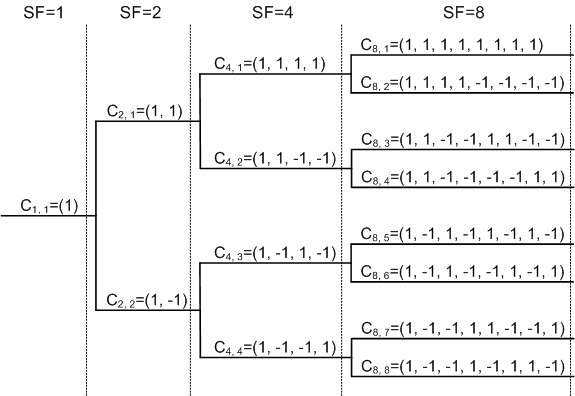
Schema zur Bildung orthogonaler Codes

Orthogonal Variable Spreading Factor Code (OVSF, deutsch: orthogonaler Spreizcode variabler Länge) ist ein Begriff aus der Nachrichtentechnik und kennzeichnet ein Verfahren zur Trennung unterschiedlicher Signale bei variabler Datenübertragungsrate. OVSF wird im CDMA-Downlink z. B. bei UMTS eingesetzt.
OVSF-Codes besitzen eine geringe Korrelation zueinander, solange keine Laufzeitunterschiede oder Echos im Übertragungskanal auftreten.
Siehe auch: Korrelation, Autokorrelation, Kreuzkorrelation